# Ардапи
Ардапи (пол. Ardapy, нім. Ardappen) — село в Польщі, у гміні Бартошиці Бартошицького повіту Вармінсько-Мазурського воєводства.
Населення — 56 осіб (2011).

## Демографія
Демографічна структура станом на 31 березня 2011 року:
|          | Загалом | Допрацездатний вік | Працездатний вік | Постпрацездатний вік |
| -------- | ------- | ------------------ | ---------------- | -------------------- |
| Чоловіки | 30      | 4                  | 23               | 3                    |
| Жінки    | 26      | 5                  | 17               | 4                    |
| Разом    | 56      | 9                  | 40               | 7                    |